# 氰乙酸
氰乙酸是一种有机化合物，分子中含有氰基和羧基。它是丙烯酸树脂基粘结剂的前体。

## 制备
氰乙酸可以由氯乙酸钠和氰化钠反应后酸化得到。

## 化学性质
氰乙酸在160℃分解，产生乙腈并放出二氧化碳：
NCCH2COOH → CH3CN +  CO2↑